# Феофан Грек
Феофа́н Грек (около 1340 — около 1410) — византийский и русский иконописец, миниатюрист и мастер монументальных фресковых росписей. 

## Биография

### Византия
Феофан родился в Византии (отсюда прозвище Грек), работал в Константинополе, Халкидоне (пригород Константинополя), генуэзских Галате и Кафе. Из-за невозможности самовыражения на родине, Феофан Грек принял решение переехать на Русь. Художник уделял большое внимание мелким деталям, таким как складки на одежде или выражение лица. Через лицо изображаемого Феофан передавал его внутренний мир, что строго запрещалось византийским духовенством. Вероятно, Феофан Грек прибыл на Русь вместе с митрополитом Киприаном.

### Новгород
Феофан Грек поселился в Новгороде в 1370 году. В 1378 году он начал работу над росписью церкви Спаса Преображения на Ильине улице. Самым грандиозным изображением в храме является погрудное изображение Спаса Вседержителя в куполе. Кроме купола, Феофан Грек расписал барабан фигурами праотцев и пророков Ильи и Иоанна Предтечи. До нас дошли также росписи апсиды — фрагменты чина святителей и «Евхаристии», часть фигуры Богородицы на южном алтарном столбе, «Крещение», «Рождество Христово», «Сретение», «Проповедь Христа апостолам» и «Сошествие во ад» на сводах и примыкающих к ним стенах. Лучше всего сохранились фрески Троицкого придела. Это орнамент, фронтальные фигуры святых, полуфигура «Знамения» с предстоящими ангелами, престол с подходящими к нему четырьмя святителями и, в верхней части стены — Столпники, Ветхозаветная Троица, медальоны с Иоанном Лествичником, Агафоном, Акакием и фигура Макария Египетского.

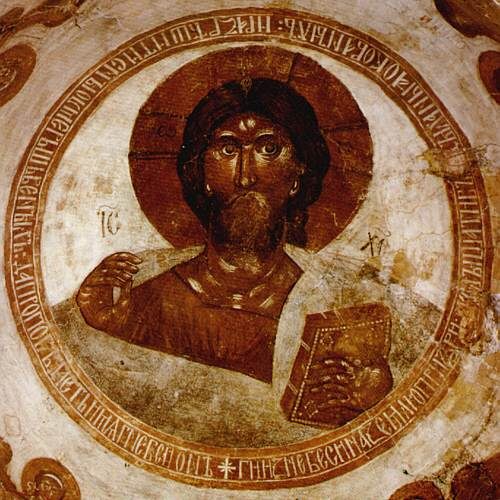
Спас Вседержитель. Роспись купола церкви Спаса Преображения на Ильине улице в Великом Новгороде. 1378 год

Феофан Грек оказал заметное влияние на развитие новгородского искусства. Его мировоззрение и отчасти манера письма были восприняты местными мастерами, расписавшими церкви Успения Богородицы на Волотовом поле и Фёдора Стратилата на Ручью. Живопись в этих храмах напоминает фрески церкви Спаса на Ильине своей свободной манерой, принципом построения композиций и выбором красок для росписи. Память о Феофане Греке осталась и в новгородских иконах — в иконе «Отечество» (XIV век) присутствуют серафимы, скопированные с фресок церкви Спаса на Ильине, в клейме «Троица» из четырёхчастной иконы XV века прослеживаются параллели с «Троицей» Феофана, а также в нескольких других произведениях. Также влияние Феофана видно и в новгородской книжной графике, в оформлении таких рукописей как «Псалтырь Ивана Грозного» (последнее десятилетие XIV века) и «Погодинский Пролог» (вторая половина XIV века). 

### Москва

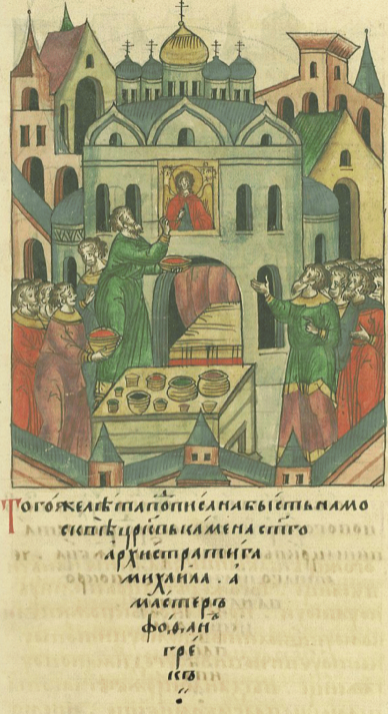
Феофан Грек расписывает церковь Архистратига Михаила

Последующие события жизни Феофана плохо известны, по некоторым сведениям (в частности, из письма Епифания Премудрого игумену Афанасиева монастыря Кириллу Тверскому), иконописец работал в Нижнем Новгороде (росписи не сохранились), некоторые исследователи склонны считать, что он работал также в Коломне и Серпухове. В начале 1390-х годов Феофан прибыл в Москву.
В Москве Феофан Грек проявил себя в росписи храмов, частных домов, в книжной графике и в написании икон. Как было отмечено Епифанием Премудрым, с которым сблизился Феофан во время пребывания в Москве, «…у князя Владимира Андреевича он изобразил на каменной стене также самую Москву; терем у великого князя расписан невиданною и необыкновенною росписью…» (письмо Епифания Премудрого игумену Афанасиева монастыря Кириллу Тверскому)
Феофан мог оформить Евангелие боярина Фёдора Кошки, оклад которого датируется 1392 годом, судя по всему, окончание рукописи относится к тому же времени. Евангелие не содержит миниатюр, но изобилует красочными заставками, орнаментальными украшениями в начале каждой главы и зооморфными буквицами-инициалами. Характерные резкие линии, колорит изображений дают основание предполагать авторство Феофана Грека.
Другая знаменитая рукопись — Евангелие Хитрово, имеет сходство с оформлением Евангелия Кошки, но существенные отличия в стилистике и колористике говорят, что работа выполнена кем-то из последователей Феофана, возможно Андреем Рублёвым.
Относительно икон, написанных Феофаном, не сохранилось чёткой информации. Традиционно его авторству приписывают «Успение Богородицы», Донскую икону Божией Матери, «Преображение Господне» и деисусный чин Благовещенского собора Кремля.
Нет точных сведений о том, где и когда была написана икона «Успение», но, по косвенным данным, считается, что это произошло в Москве. Икона является двухсторонней, на одной стороне написан сюжет Успения Богородицы, а на другой — образ Богоматери с младенцем Христом. Изображение относится к типу икон Богородицы «Умиление». В современном искусствоведении нет единого мнения по поводу происхождения этих образов. Помимо этого, Феофану иногда приписывают икону «Преображение» — храмовый образ Спасо-Преображенского собора города Переславля-Залесского, хотя и художественно, и образно она слабее его образов и следует его манере внешне и поверхностно.

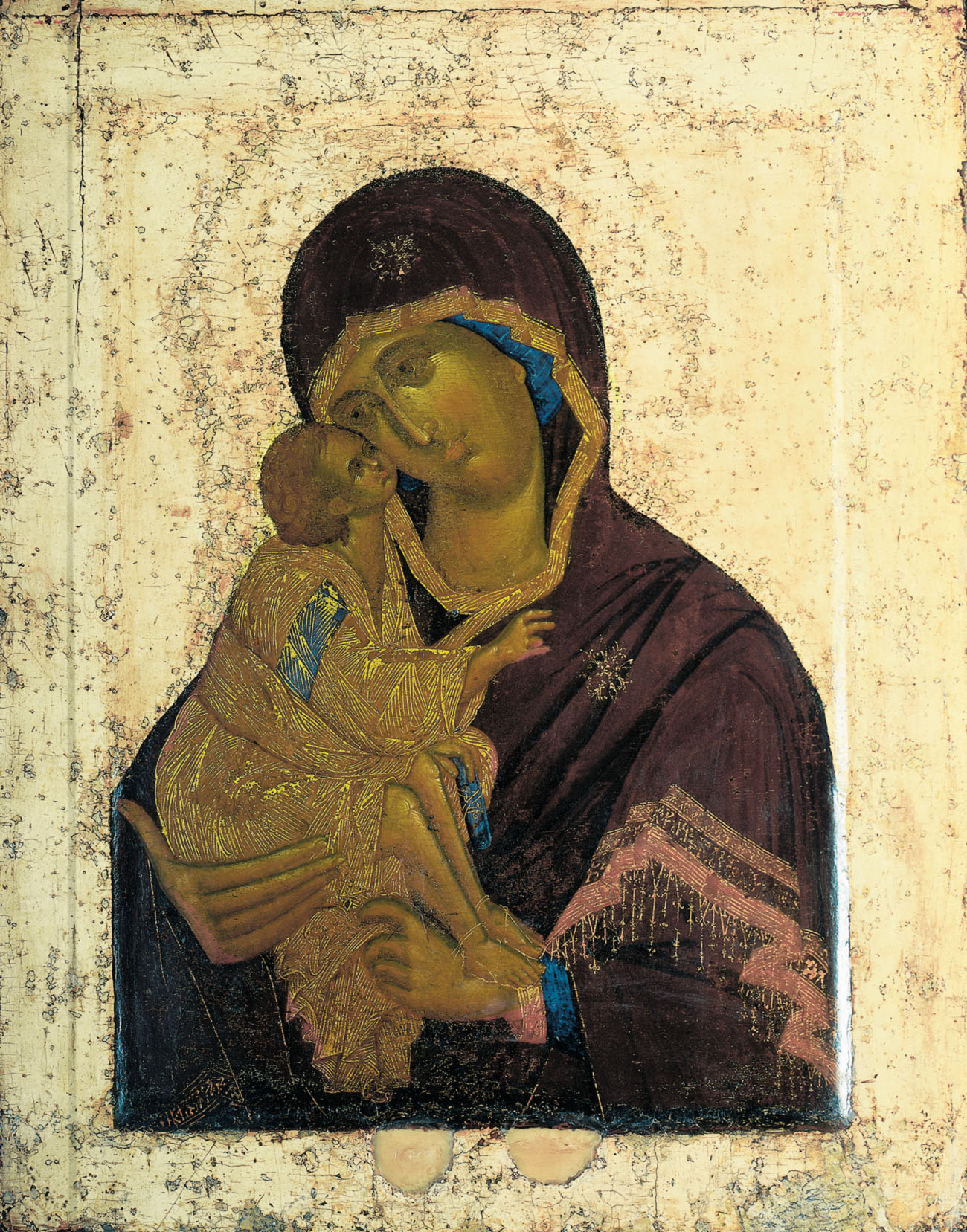
Донская икона Божией Матери

Феофан Грек возглавлял роспись ряда московских церквей — среди них новая каменная Церковь Рождества Богородицы на Сенях в 1395 году, совместно с Семеоном Чёрным и учениками, церковь Святого Архангела Михаила в 1399 году, роспись которой выгорела во время нашествия Тохтамыша, церковь Благовещения совместно со старцем Прохором с Городца и Андреем Рублёвым в 1405 году. Феофану иногда приписываются иконы деисусного чина из иконостаса Благовещенского собора. Главная особенность его в том, что это первый в России иконостас с фигурами в полный рост. Состоит иконостас из следующих икон: «Василий Великий», «Апостол Пётр», «Архангел Михаил», «Богоматерь», «Спас», «Иоанн Предтеча», «Архангел Гавриил», «Апостол Павел», «Иоанн Златоуст».
Им расписаны:
- Церковь Спаса Преображения на Ильине улице (Новгород (1378); первая известная сохранившаяся работа)
- Церковь Рождества Богородицы на Сенях (1395) вместе с Симеоном Чёрным
- Архангельский собор Кремля (1399)
- Благовещенский собор Кремля (1405) вместе с Андреем Рублёвым и Прохором из Городца

Им, возможно, написаны знаменитые иконы:
- Донская икона Божией Матери (1380?)
- Икона Успение Богородицы (1380?)
- Приписываются Феофану и иконы деисусного чина Благовещенского собора Кремля.

## Творческая манера Феофана Грека

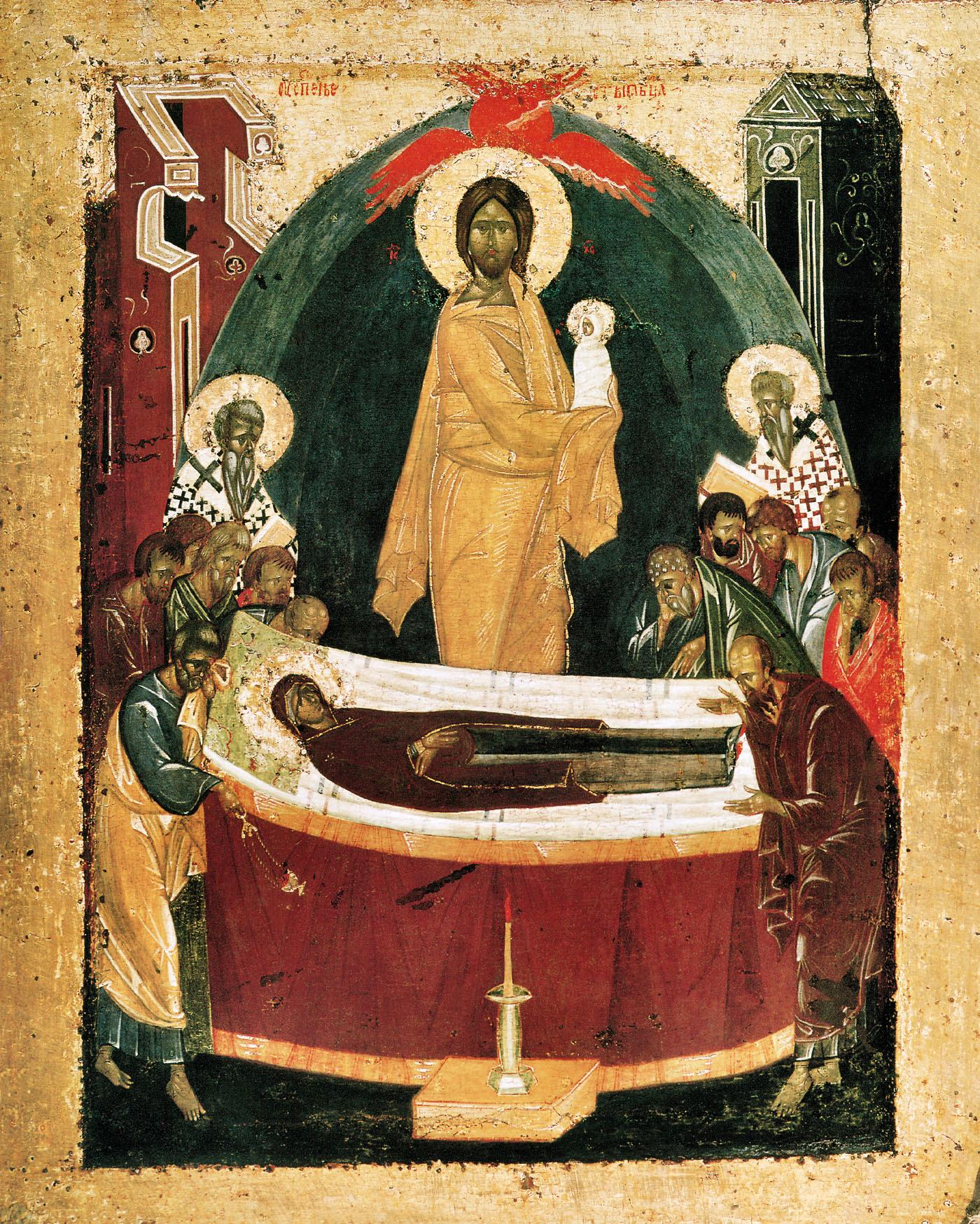
Успение (1392)

Стиль Феофана Грека поражает выразительностью и экспрессией. Для его фресковых росписей характерна так называемая «скоропись», при почти монохромной живописи и отсутствии моделировки мелких деталей. Образы Феофана оказывают огромное духовное воздействие на зрителя.
В творчестве Феофана Грека выразились наиболее полно и нашли своё воплощение два полюса византийской духовной жизни — классическое начало (воспевание земной красоты) и устремление к духовной аскезе, отвергающей внешнее, эффектно красивое. Не случайно манеру мастера Феофана связывают с экспрессивным течением византийской живописи XIV века, времени Палеологовского Ренессанса и учения исихазма.
Искусство Феофана Грека внесло на Русь понятие высокой индивидуальности. Во фресках Феофана острые пробелы будто фиксируют Божественный свет. Пронзительные вспышки белых мазков на ликах, руках и одеждах, отражают участие Горнего мира, пронизывающего материю так, что та испепеляет их природные формы, ведёт к возрождению новой одухотворённости образа. Учитывая назначение пробелов — вызывать в лике святого состояние духовности, Феофану не было равных. Ограниченность цветовой гаммы (чёрный, красновато-коричневый цвет с оттенками белого) — являют образ монашеского, аскетического отречения от многообразия и суетности мира — изобличают в Феофане творческую личность. Манера нарочитого изографа среди иконописцев в пору высокого духовного подъёма древнерусского искусства, в котором иконописцы опирались на византийские подлинники, отличается поистине творческим началом, революционным мышлением автора, отрешенностью от какого-либо церковного законодательства.
Ценное свидетельство о работе Феофана оставил Епифаний Премудрый в письме Кириллу Тверскому (составленному, вероятно, в 1413 году): «Когда он всё это изображал или писал, никто не видел, чтобы он когда-либо взирал на образцы, как это делают некоторые наши иконописцы, которые в недоумении постоянно в них всматриваются, глядя туда и сюда, и не столько пишут красками, сколько смотрят на образцы. Казалось, что кто-то иной писал, руками писал, выполняя изображение, на ногах неустанно стоял, языком же беседуя с приходящими, а умом обдумывал далекое и мудрое, ибо премудрыми чувственными очами видел он умопостигаемую красоту.».

## Память
- В честь Феофана Грека назван кратер на Меркурии[6].

## В художественной литературе
- Образ Феофана Грека получил воплощение в историческом романе Михаила Казовского «Страсти по Феофану»[7].
- В поэтическом наследии Арсения Тарковского есть стихотворение «Феофан Грек».
- Дмитрий Балашов. «Святая Русь». Исторический роман. — Петрозаводск: Карелия, 1992. — 544 с. — (Государи Московские). — 50 000 экз. — ISBN 5-7545-0491-8.

## В кинематографе
- В фильме Андрея Тарковского «Андрей Рублёв» (1966) роль Феофана Грека исполнил Николай Сергеев.